# Hawker Demon
O Hawker Demon foi um biplano de dois ligares desenvolvido na Grã-Bretanha para desempenhar missões de bombardeamento ligeiro. Foi usado pela Real Força Aérea e exportado para vários países na Europa e pelas regiões anglófonas.
Fez parte de uma família de aeronaves designadas Hawker Hart, da qual fizeram parte as aeronaves Hawker Hart, Hawker Audax, Hawker Demon, Hawker Hardy, Hawker Hind e Hawker Osprey.